# I Wanna Hold You
I Wanna Hold You è un singolo del gruppo musicale britannico McFly, pubblicato nel 2005 ed estratto dal loro secondo album in studio Wonderland.

## Tracce
- CD 1 (UK)

1. I Wanna Hold You - 2:59
2. Mr. Brightside - 3:14

- CD 2 (UK)

1. I Wanna Hold You - 2:59
2. Easy Way Out - 3:15
3. Interview - 10:13
4. I Wanna Hold You (Instrumental) - 2:59

## Classifiche
| Classifica (2005) | Posizione raggiunta |
| ----------------- | ------------------- |
| Regno Unito       | 3                   |